# موهومبي
موهومبي (بالسويدية: Mohombi) وإسمه الحقيقي موهومبي نزاسي مبوندو (بالإنجليزية: Mohombi Nzasi Moupondo) هو مغني هيب هوب وآر أند بي وراقص سويدي من مدينة ستوكهولم في السويد، والده كونغولي الأصل و أمه سويدية، ولد في 17 أكتوبر 1986 في مدينة كينشاسا عاصمة كونغو الديمقراطية، يغني هيب هوب وأفرو بوب غنى العديد من الاغاني مثل Bumpy Ride و غنى مع إيكون وبيتبول وناير ونيلي وهو متزوج من الممثلة السويدية هيلينا ماتسون.

## روابط خارجية
- موهومبي على موقع IMDb (الإنجليزية)
- موهومبي على موقع ميوزك برينز (الإنجليزية)
- موهومبي على موقع أول ميوزيك (الإنجليزية)
- موهومبي على موقع ديسكوغز (الإنجليزية)
- موهومبي على موقع قاعدة بيانات الفيلم (الإنجليزية)